# Lista över fornlämningar i Växjö kommun (Drev)
Lista över fornlämningar i Växjö kommun (Drev) är en förteckning av ett urval av de fornlämningar som finns i Drev i Växjö kommun.
| Namn                   | Lämningstyp    | Tillkomsttid | Historisk indelning | Plats | Läge                 | ID-nr          | Bild                                 |
| ---------------------- | -------------- | ------------ | ------------------- | ----- | -------------------- | -------------- | ------------------------------------ |
| Knallaröset (Drev 1:1) | Röse           |              | Drev, Småland       |       | 57.086995, 14.949127 | 10070600010001 | Ladda upp en bild av detta fornminne |
| Drev 5:1               | Röse           |              | Drev, Småland       |       | 57.081091, 14.957576 | 10070600050001 | Ladda upp en bild av detta fornminne |
| Drakaröret (Drev 6:1)  | Röse           |              | Drev, Småland       |       | 57.091104, 14.979241 | 10070600060001 | Ladda upp en bild av detta fornminne |
| Drev 8:1               | Röse           |              | Drev, Småland       |       | 57.083266, 14.959463 | 10070600080001 | Ladda upp en bild av detta fornminne |
| Drev 10:1              | Röse           |              | Drev, Småland       |       | 57.079601, 14.970077 | 10070600100001 | Ladda upp en bild av detta fornminne |
| Drev 11:1              | Hällristning   |              | Drev, Småland       |       | 57.078894, 14.971190 | 10070600110001 | Ladda upp en bild av detta fornminne |
| Drev 12:1              | Stensättning   |              | Drev, Småland       |       | 57.077814, 14.971534 | 10070600120001 | Ladda upp en bild av detta fornminne |
| Drev 12:2              | Stensättning   |              | Drev, Småland       |       | 57.077956, 14.971459 | 10070600120002 | Ladda upp en bild av detta fornminne |
| Drev 13:1              | Stensättning   |              | Drev, Småland       |       | 57.077737, 14.973375 | 10070600130001 | Ladda upp en bild av detta fornminne |
| Drev 13:2              | Stensättning   |              | Drev, Småland       |       | 57.077693, 14.973317 | 10070600130002 | Ladda upp en bild av detta fornminne |
| Drev 13:3              | Stensättning   |              | Drev, Småland       |       | 57.077563, 14.973091 | 10070600130003 | Ladda upp en bild av detta fornminne |
| Drev 14:1              | Stensättning   |              | Drev, Småland       |       | 57.076677, 14.973468 | 10070600140001 | Ladda upp en bild av detta fornminne |
| Drev 16:1              | Stensättning   |              | Drev, Småland       |       | 57.076183, 14.976647 | 10070600160001 | Ladda upp en bild av detta fornminne |
| Drev 16:2              | Stensättning   |              | Drev, Småland       |       | 57.076431, 14.976423 | 10070600160002 | Ladda upp en bild av detta fornminne |
| Drev 18:1              | Röse           |              | Drev, Småland       |       | 57.075582, 14.980011 | 10070600180001 | Ladda upp en bild av detta fornminne |
| Drev 18:2              | Röse           |              | Drev, Småland       |       | 57.075678, 14.979941 | 10070600180002 | Ladda upp en bild av detta fornminne |
| Drev 19:1              | Röse           |              | Drev, Småland       |       | 57.075129, 14.979188 | 10070600190001 | Ladda upp en bild av detta fornminne |
| Drev 19:2              | Röse           |              | Drev, Småland       |       | 57.075175, 14.979711 | 10070600190002 | Ladda upp en bild av detta fornminne |
| Drev 21:1              | Gravfält       |              | Drev, Småland       |       | 57.070442, 14.980219 | 10070600210001 | Ladda upp en bild av detta fornminne |
| Drev 27:1              | Minnesmärke    |              | Drev, Småland       |       | 57.066925, 15.027573 | 10070600270001 | Ladda upp en bild av detta fornminne |
| Drev 28:1              | Minnesmärke    |              | Drev, Småland       |       | 57.065513, 15.024879 | 10070600280001 | Ladda upp en bild av detta fornminne |
| Drev 29:1              | Röse           |              | Drev, Småland       |       | 57.065134, 15.022668 | 10070600290001 | Ladda upp en bild av detta fornminne |
| Drev 33:1              | Röse           |              | Drev, Småland       |       | 57.054403, 15.012424 | 10070600330001 | Ladda upp en bild av detta fornminne |
| Drev 34:1              | Röse           |              | Drev, Småland       |       | 57.055772, 15.012122 | 10070600340001 | Ladda upp en bild av detta fornminne |
| Drev 35:1              | Röse           |              | Drev, Småland       |       | 57.054646, 15.007871 | 10070600350001 | Ladda upp en bild av detta fornminne |
| Drev 36:1              | Röse           |              | Drev, Småland       |       | 57.055875, 15.007076 | 10070600360001 | Ladda upp en bild av detta fornminne |
| Drev 38:1              | Hällristning   |              | Drev, Småland       |       | 57.062461, 15.000616 | 10070600380001 | Ladda upp en bild av detta fornminne |
| Drev 39:1              | Hällristning   |              | Drev, Småland       |       | 57.068037, 14.990320 | 10070600390001 | Ladda upp en bild av detta fornminne |
| Drev 44:1              | Röse           |              | Drev, Småland       |       | 57.072312, 15.010662 | 10070600440001 | Ladda upp en bild av detta fornminne |
| Drev 44:2              | Hällristning   |              | Drev, Småland       |       | 57.072312, 15.010662 | 10070600440002 | Ladda upp en bild av detta fornminne |
| Drev 45:1              | Stenkammargrav |              | Drev, Småland       |       | 57.073579, 15.009439 | 10070600450001 | Ladda upp en bild av detta fornminne |
| Drev 47:1              | Minnesmärke    |              | Drev, Småland       |       | 57.085213, 15.007478 | 10070600470001 | Ladda upp en bild av detta fornminne |
| Drev 49:1              | Röse           |              | Drev, Småland       |       | 57.091503, 14.984392 | 10070600490001 | Ladda upp en bild av detta fornminne |
| Drev 76:1              | Röse           |              | Drev, Småland       |       | 57.054653, 15.013928 | 10070600760001 | Ladda upp en bild av detta fornminne |
| Drev 77:1              | Stensättning   |              | Drev, Småland       |       | 57.071707, 15.011777 | 10070600770001 | Ladda upp en bild av detta fornminne |
| Drev 78:1              | Stensättning   |              | Drev, Småland       |       | 57.074590, 15.010196 | 10070600780001 | Ladda upp en bild av detta fornminne |
| Drev 99:1              | Kvarn          |              | Drev, Småland       |       | 57.057177, 14.978821 | 10070600990001 | Ladda upp en bild av detta fornminne |
| Drev 110:1             | Gravfält       |              | Drev, Småland       |       | 57.067102, 14.985363 | 10070601100001 | Ladda upp en bild av detta fornminne |